# Сокровищница Сан-Марко
Сокровищница Сан-Марко (итал. Tesoro di San Marco) — сокровищница венецианского собора Святого Марка. Расположена в помещениях, соединяющих храм с Дворцом дожей. Вход в сокровищницу находится в южном трансепте собора, его дверь украшена мозаикой XIII века, созданной в память о пожаре 1231 года и изображает двух ангелов среди языков пламени, держащих уцелевший реликварий с частицей Животворящего Креста. Вестибюль ведёт в два помещения: собрание реликвий («Святилище») и собственно сокровищницу.
Собрание реликвария состоит из многочисленных ларцов для хранения реликвий (мощи святых), потиров и прочей церковной утвари, привезённых с Востока или подаренных римскими папами.
В настоящее время в сокровищнице хранится 283 предмета, самыми ценными из которых являются предметы, привезённые венецианцами в качестве добычи после разграбления Константинополя в 1204 году. Это малая часть от прежней коллекции, которая серьёзно пострадала после падения в 1797 году Венецианской республики и разграблении собора, а также после вынужденной продажи в 1815—1819 гг. жемчуга и драгоценных камней с целью получения средств для реставрации собора.

## Собрание сокровищницы

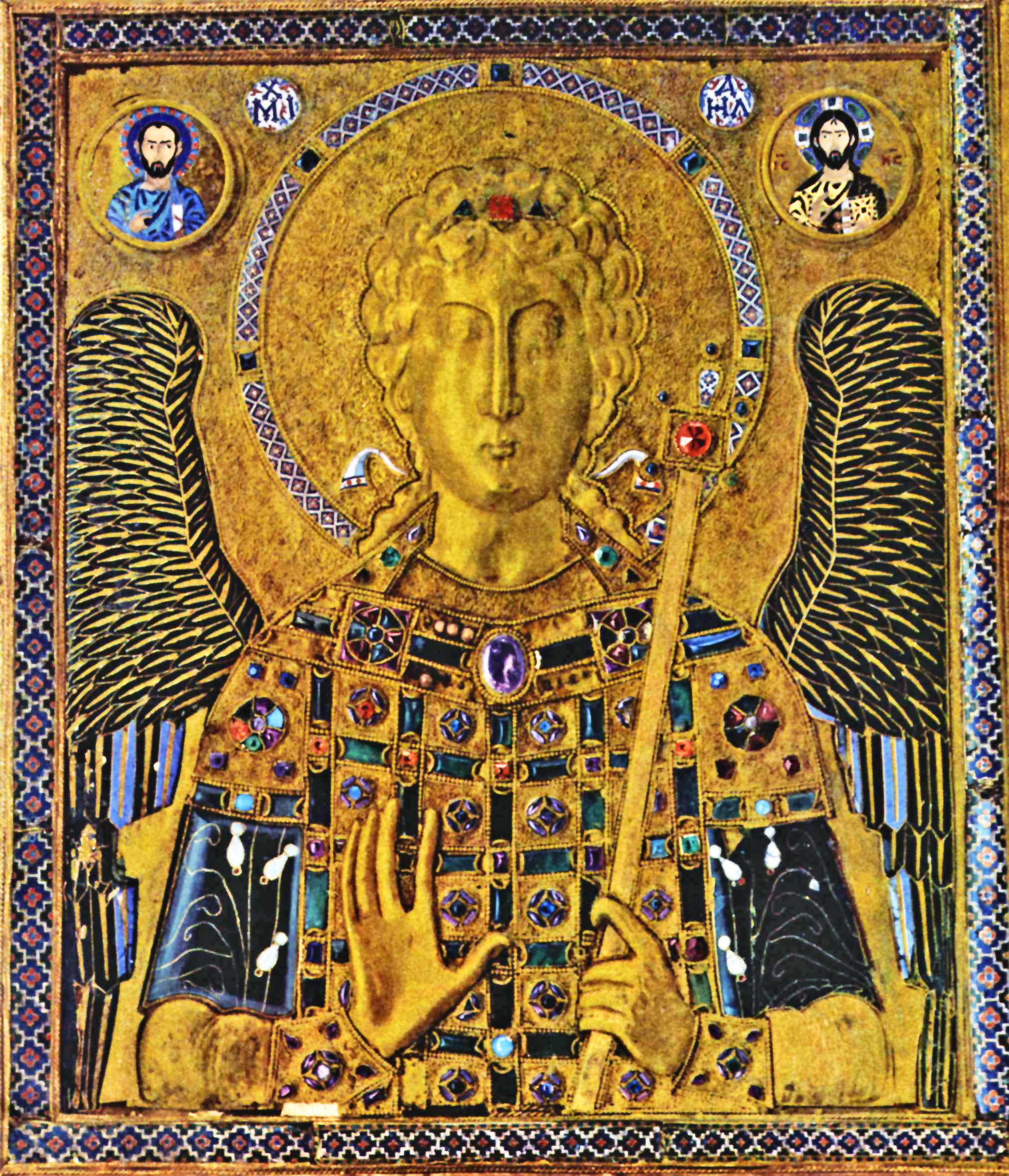
Архангел Михаил (византийская перегородчатая эмаль, XI век)

Собрание сокровищницы разделено на четыре отдела:
- Отдел Античности и раннего Средневековья

Выделяются светильники из горного хрусталя (IV век), амфоры, вырезанные из цельных кусков восточного агата (VII век).
- Отдел византийского искусства

Основу составляют ювелирные изделия из золота и серебра с драгоценными и полудрагоценными камнями, а также изделия, созданные в технике перегородчатой эмали. Представлены также изделия античного периода в византийских оправах X—XI веков.
- Отдел исламского искусства

Представлены чаши, кувшины, ампулы из стекла и хрусталя в оправах из позолоченного серебра и полудрагоценных камней.
- Отдел западного искусства

Выделяются сосуд для сжигания благовоний в форме пятиглавого храма (Южная Италия, XII век), алтарные покровы XII и XV веков), алебастровый трон-реликварий святого Марка (Александрия, VI век, дар императора Ираклия патриарху Градо).